# Продуцентите (филм, 2005)
Вижте пояснителната страница за други значения на Продуцентите.
„Продуцентите“ (на английски: The Producers) е американски мюзикъл комедиен филм от 2005 г. на режисьора Сюзън Сторман, по сценарий на Мел Брукс и Томас Мийхън, базиран на едноименния мюзикъл от 2001 г., и филма от 1968 г. с участието на Зиро Мостел, Джийн Уайлдър и Андреас Вустинас. Във адаптацията участват Нейтън Лейн, Матю Бродерик, Ума Търман, Уил Феръл, Гари Бийч, Роджър Барт и Джон Ловиц. Ефектите за създанията са осигурени от Jim Henson's Creature Shop.
Филмът е пуснат в Съединените щати от Universal Pictures на 16 декември 2005 г.